# Tiro nos Jogos Olímpicos de Verão de 2020 - Skeet feminino
A competição do skeet feminino do tiro nos Jogos Olímpicos de Verão de 2020 foi disputada em 25 e 26 de julho de 2021 no Campo de Tiro de Asaka, em Tóquio. Um total de 28 atiradoras de 22 Comitês Olímpicos Nacionais (CON) participaram do evento.

## Qualificação
O período de qualificação começou com o Campeonato Mundial de 2018 em Changwon, Coreia do Sul, que foi concluído em 15 de setembro. Por todo o processo, as vagas foram geralmente concedidas para as atiradoras que vencessem uma etapa da Copa do Mundo da ISSF ou ficassem em uma posição de destaque na mesma competição ou em eventos continentais (África, Europa, Ásia, Oceania e Américas).
Após a conclusão do período de qualificação e o recebimento da lista oficial de vagas pelos Comitês Olímpicos Nacionais (CON), a ISSF considerou as posições no ranking mundial para cada evento individual. As atiradores melhores colocados ainda não qualificadas e cujo CON também não tivesse uma quota no evento obtiveram uma vaga direta. O Japão também teve uma vaga garantida como país sede.

## Calendário
Horário local (UTC+9)
| Data                | Horário | Fase         |
| ------------------- | ------- | ------------ |
| 25 de julho de 2021 | 9:00    | Qualificação |
| 26 de julho de 2021 | 9:00    | Qualificação |
| 26 de julho de 2021 | 14:50   | Final        |

## Medalhistas
| Ouro   | USA Amber English |
| Prata  | ITA Diana Bacosi  |
| Bronze | CHN Wei Meng      |

## Recordes
Antes desta competição, os seguintes recordes eram estabelecidos:
| Recordes da qualificação | Recordes da qualificação | Recordes da qualificação | Recordes da qualificação | Recordes da qualificação |
| ------------------------ | ------------------------ | ------------------------ | ------------------------ | ------------------------ |
| Recorde mundial          | Wei Meng                 | 124                      | Doha                     | 10 de novembro de 2019   |
| Recorde olímpico         | Não estabelecido         | –                        | –                        | –                        |

| Recordes da final | Recordes da final | Recordes da final | Recordes da final | Recordes da final     |
| ----------------- | ----------------- | ----------------- | ----------------- | --------------------- |
| Recorde mundial   | Wei Meng          | 59                | Al Ain            | 12 de outubro de 2019 |
| Recorde olímpico  | Não estabelecido  | –                 | –                 | –                     |

Após a competição, os seguintes recordes foram estabelecidos:
| Recorde          | Tipo         | Atirador(a)       | Marca | Local  | Data                |
| =                | Qualificação | CHN Wei Meng      | 124   | Tóquio | 26 de julho de 2021 |
| Recorde olímpico | Qualificação | CHN Wei Meng      | 124   | Tóquio | 26 de julho de 2021 |
| Recorde olímpico | Final        | USA Amber English | 56    | Tóquio | 26 de julho de 2021 |

## Resultados

### Qualificatória
| Pos. | Atiradora              | CON                 | 1   | 2   | 3   | 4   | 5   | Total | S-off | Notas |
| ---- | ---------------------- | ------------------- | --- | --- | --- | --- | --- | ----- | ----- | ----- |
| 1    | Wei Meng               | CHN China           | 25  | 25  | 25  | 24  | 25  | 124   |       | Q, =, |
| 2    | Diana Bacosi           | ITA Itália          | 25  | 25  | 25  | 24  | 24  | 123   |       | Q     |
| 3    | Amber English          | USA Estados Unidos  | 23  | 25  | 24  | 24  | 25  | 121   |       | Q     |
| 4    | Isarapa Imprasertsuk   | THA Tailândia       | 23  | 24  | 25  | 24  | 24  | 120   | +6    | Q     |
| 5    | Nadine Messerschmidt   | GER Alemanha        | 24  | 24  | 24  | 24  | 24  | 120   | +5    | Q     |
| 6    | Natalia Vinogradova    | ROC                 | 25  | 25  | 23  | 23  | 24  | 120   | +1    | Q     |
| 7    | Andri Eleftheriou      | CYP Chipre          | 24  | 24  | 23  | 23  | 25  | 119   |       |       |
| 8    | Iryna Malovichko       | UKR Ucrânia         | 24  | 24  | 23  | 25  | 23  | 119   |       |       |
| 9    | Lucie Anastassiou      | FRA França          | 24  | 23  | 25  | 24  | 23  | 119   |       |       |
| 10   | Austen Smith           | USA Estados Unidos  | 23  | 25  | 25  | 23  | 23  | 119   |       |       |
| 11   | Sutiya Jiewchaloemmit  | THA Tailândia       | 23  | 23  | 24  | 23  | 25  | 118   |       |       |
| 12   | Gabriela Rodríguez     | MEX México          | 23  | 23  | 24  | 24  | 24  | 118   |       |       |
| 13   | Danka Barteková        | SVK Eslováquia      | 24  | 22  | 25  | 24  | 23  | 118   |       |       |
| 14   | Barbora Šumová         | CZE República Checa | 24  | 24  | 23  | 24  | 23  | 118   |       |       |
| 15   | Zilia Batyrshina       | ROC                 | 22  | 23  | 23  | 25  | 24  | 117   |       |       |
| 16   | Ibtissam Marirhi       | MAR Marrocos        | 22  | 23  | 24  | 25  | 23  | 117   |       |       |
| 17   | Zhang Donglian         | CHN China           | 23  | 24  | 23  | 24  | 22  | 116   |       |       |
| 18   | Melisa Gil             | ARG Argentina       | 23  | 24  | 23  | 22  | 23  | 115   |       |       |
| 19   | Aleksandra Jarmolińska | POL Polônia         | 22  | 23  | 24  | 21  | 24  | 114   |       |       |
| 20   | Chiara Cainero         | ITA Itália          | 22  | 22  | 23  | 24  | 23  | 114   |       |       |
| 21   | Naoko Ishihara         | JPN Japão           | 24  | 21  | 23  | 23  | 23  | 114   |       |       |
| 22   | Zoya Kravchenko        | KAZ Cazaquistão     | 24  | 22  | 22  | 24  | 21  | 113   |       |       |
| 23   | Francisca Crovetto     | CHI Chile           | 24  | 21  | 21  | 22  | 24  | 112   |       |       |
| 24   | Maryam Hassani         | BRN Bahrein         | 22  | 22  | 22  | 23  | 23  | 112   |       |       |
| 25   | Laura Coles            | AUS Austrália       | 24  | 22  | 22  | 24  | 20  | 112   |       |       |
| 26   | Assem Orynbay          | KAZ Cazaquistão     | 23  | 22  | 24  | 19  | 23  | 111   |       |       |
| 27   | Chloe Tipple           | NZL Nova Zelândia   | 22  | 18  | 22  | 23  | 23  | 108   |       |       |
| 28   | Chiara Costa           | SEN Senegal         | 25  | 20  | 22  | 23  | 18  | 108   |       |       |
| –    | Amber Hill             | GBR Grã-Bretanha    | DNS | DNS | DNS | DNS | DNS | DNS   | DNS   | DNS   |

### Final
| Pos.              | Atiradora                | Séries | Séries | Séries | Séries | Séries | Séries | Notas            |
| Pos.              | Atiradora                | 1      | 2      | 3      | 4      | 5      | 6      | Notas            |
| ----------------- | ------------------------ | ------ | ------ | ------ | ------ | ------ | ------ | ---------------- |
| Medalha de ouro   | USA Amber English        | 10     | 19     | 28     | 38     | 47     | 56     | Recorde olímpico |
| Medalha de prata  | ITA Diana Bacosi         | 10     | 19     | 29     | 38     | 47     | 55     |                  |
| Medalha de bronze | CHN Wei Meng             | 9      | 17     | 27     | 36     | 46     | –      |                  |
| 4                 | THA Isarapa Imprasertsuk | 9      | 18     | 27     | 36     | –      | –      |                  |
| 5                 | GER Nadine Messerschmidt | 9      | 17     | 26     | –      | –      | –      |                  |
| 6                 | ROC Natalia Vinogradova  | 8      | 17     | –      | –      | –      | –      |                  |